# 巴希拉属
巴希拉属是跳蛛科，跳蛛亚科中的一个属。该属由George Peckham和Elizabeth Peckham于1896年首次描述。该名称来自叢林奇譚（The Jungle Book）內善良的黑豹巴希拉（Bagheera），以反映本屬的模式種巴希拉吉卜林非肉食性蜘蛛的特性。

模式种巴希拉吉卜林（Bagheera kiplingi）因其独特的，主要是以贝尔特体为食的草食性动物而受到关注。该属中的雄性个体可以通过其修长的、水平的、平行的螯肢来识别。

## 種
截至2019年6月，它包含四个物种，分別在危地马拉、哥斯达黎加、美国和墨西哥发现。
- 巴希拉吉卜林 Bagheera kiplingi (Peckham & Peckham, 1896) (模式種) – 墨西哥至哥斯达黎加[3]
- Bagheera laselva (Ruiz & Edwards, 2013) – 哥斯达黎加[4]
- Bagheera motagua (Ruiz & Edwards, 2013) – 危地马拉[4]
- Bagheera prosper (Peckham & Peckham, 1901) – 美国和墨西哥

## 外部連結
- Recent photographs of Bagheera （页面存档备份，存于）